# Болеслав I Храбрый
Болесла́в I Хра́брый (пол. Bolesław I Chrobry, также Болесла́в I Вели́кий (пол. Bolesław I Wielki); 965/967 — 17 июня 1025 — князь (992—1025) и первый король Польши (1025), князь Чехии в 1003—1004 годах (под именем Болесла́в IV; чеш. Boleslav IV). Представитель династии Пястов.

## Биография

### Юность

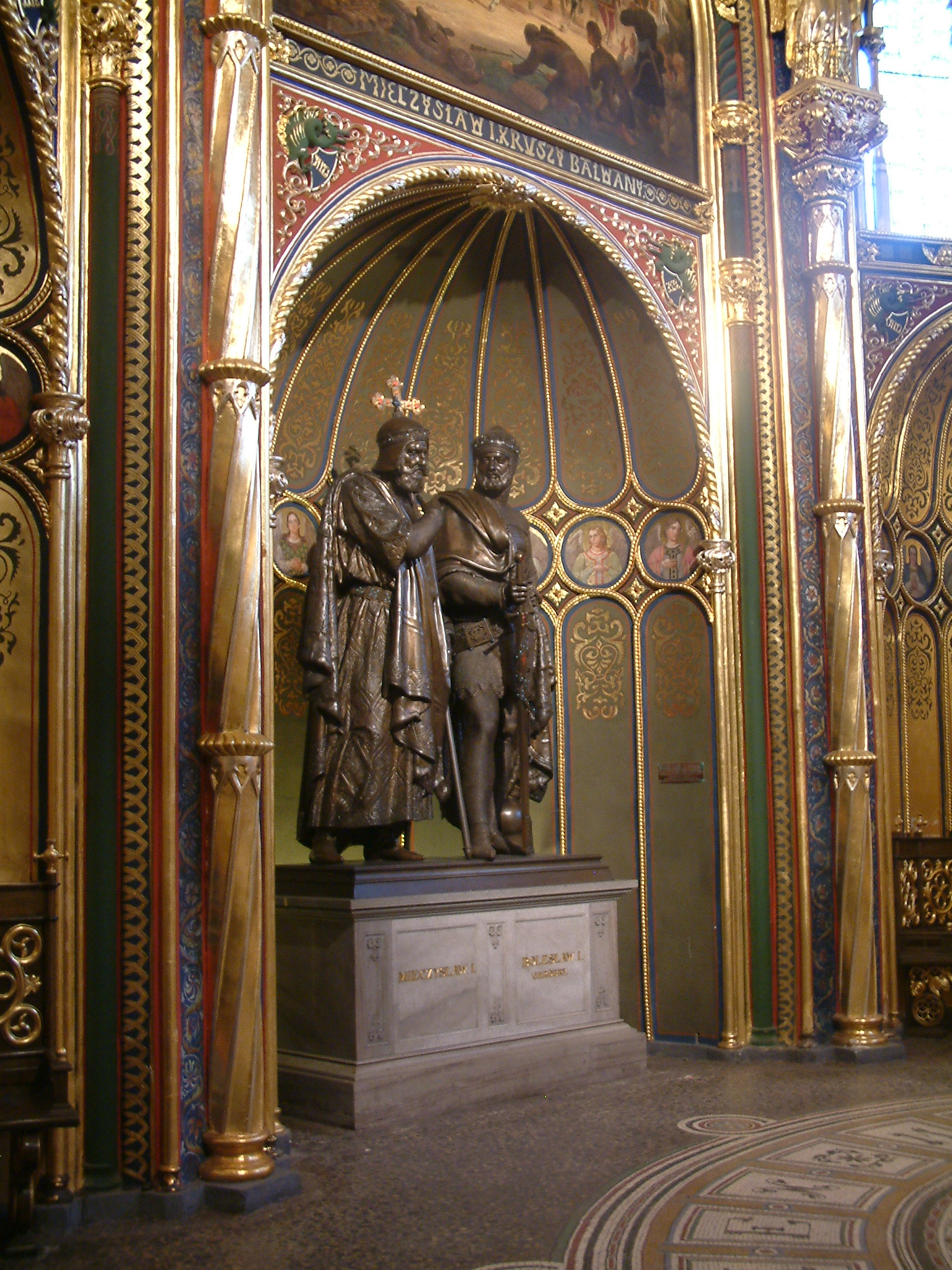
Монумент на захоронении Мешко и Болеслава Храброго в Золотой капелле Познанского собора

Болеслав родился в семье польского князя Мешко I и дочери чешского князя Болеслава I Дубравки Богемской. В его Эпитафии, написанной предположительно во времена правления Мешко II, подчёркивается, что Болеслав был рождён до крещения его отца. Напротив, в других памятниках историописания, таких, как, например, хроника Титмара Мерзебургского или же хроника и деяния князей или правителей польских, чётко говорится о том, что Болеслав родился после крещения его отца. Сам же Болеслав, согласно эпитафии, был крещён вскоре после рождения. Вопрос о точной дате рождения Болеслава также не решён. В малопольских анналах указывается, что Болеслав был рождён в 967 году. Если же верить эпитафии, то получается, что Болеслав родился в 965/966 году. Также в эпитафии сказано, что Болеслав прошёл церемонию пострижения и локон его волос был отправлен в Рим. Вероятно, Мешко хотел защитить своего сына при помощи Святого Престола. Историк Тадеуш Мантейфель писал, что это было связано с тем, что Болеслав оказался при дворе императора Священной Римской Империи Оттона I в качестве знака преданности Императору, однако это утверждение оспаривается. Также существует предположение, что Болеслав был отправлен ко двору императора и вовсе в качестве заложника, гарантирующего выплату долга за Поморье.
В 977 году мать Болеслава, Дубравка, умерла, и уже вскоре Мешко I женился на Оде Дитриховне, дочери маркграфа Северной Марки. Примерно в это же время Болеслав стал правителем Малой Польши. Историк Ежи Стшельчик (Jerzy Strzelczyk) писал, что Болеслав получил этот регион от своего отца, но Тадеуш Мантейфель полагал, что Болеслав захватил провинцию при поддержке местных аристократов. Генрик Ловмянский писал, что чешский князь Болеслав II подарил этот регион своему племяннику.

### Правление

#### Первые годы (992—999)
25 мая 992 года Мешко I умер. Титмар Мерзебургский писал, что «он отошёл от чужбины сей на небо, оставленным своё государство разделённым на ряд уделов», но Болеслав объединил страну с «лисьей хитростью» и изгнал своих сводных братьев и мачеху из страны. Два польских аристократа, Одлилен и Прзибивой, поддержавшие противников Болеслава, были ослеплены по его приказу. Предполагается, что Болеслав установил полный контроль над Польшей либо уже в 992 году, либо только в конце 995 года.
Первые монеты при Болеславе были отчеканены в 995 году. Некоторые из них имели надпись VENCIEZLAVUS, что говорит о том, что Болеслав рассматривал дядю своей матери, Вацлава I, как покровителя Польши. В 992 году Болеслав направил подкрепления в её борьбе против полабских славян. Спустя три года он лично встал во главе армии и пришёл на помощь немцам, вторгшимся на территории лютичей и ободритов. В ходе кампании он встретился с молодым германским императором, Оттоном III.
Собеслав, глава чешской династии Славниковичей, также принял участие в походе против лютичей и ободритов. Воспользовавшись отсутствием Собеслава, чешский князь Болеслав II захватил территории Славниковичей и уничтожил большинство членов семьи. Узнав о судьбе своих родственников, Собеслав бежал в Польшу. Также Болеслав дал приют брату Собеслава, бывшему пражскому епископу Адальберту, который приехал в Польшу в 996 году, поскольку Болеслав был миролюбиво настроен по отношению к нему. Биографы Адальберта предполагают, что он был близко знаком с Болеславом. Весной 997 года он отправился проповедовать христианство среди пруссов, которые разоряли восточные земли Польши. 23 апреля Адальберт принял смерть от рук прусских язычников неподалёку от современного Калининграда. Через некоторое время Болеслав выкупил останки епископа, причём вес заплаченного за тело золота равнялся весу тела, и перезахоронил его в соборе Успения Пресвятой Девы Марии в Гнезно.

#### Гнезненский съезд и его последствия (999—1002)

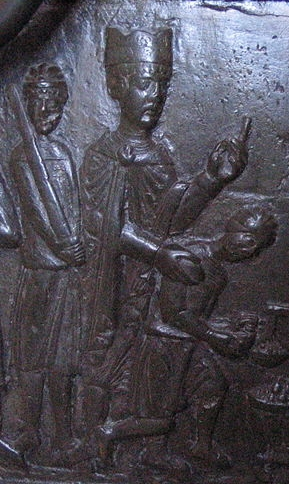
Болеслав Храбрый на Гнезненских вратах

29 июля 999 года Святой Адальберт был канонизирован по просьбе императора Оттона III. В начале 1000 года Оттон вместе с папским легатом Робертом совершил паломничество в Гнезно, где был захоронен Адальберт. Титмар Мерзебургский в своей хронике писал, что «сказать кому — не поверят» как Болеслав принял германского императора в Гнезно.
Болеслав извлёк большую пользу из визита императора. Галл Аноним подчёркивал в своей хронике, что Оттон называл Болеслава «своим другом и партнёром», а также «другом и союзником римского народа». Таким образом, Польское государство оказывалось независимым государством, равным Священной Римской Империи, тогда как соседняя Моравия к тому времени оказалась в вассальной зависимости от Германии. Также Галл пишет, что:

Увидев его [Болеслава] славу, мощь и богатство, римский император воскликнул с восхищением: «Клянусь короной моей империи, все, что я вижу, превосходит то, что я слышал». По совету своих магнатов в присутствии всех он прибавил: «Не подобает называть столь великого мужа князем или графом, как одного из сановников, но должно возвести его на королевский трон и со славой увенчать короной». И, сняв со своей головы императорскую корону, он возложил её в знак дружбы на голову Болеслава и подарил ему в качестве знаменательного дара гвоздь с креста Господня и пику св. Маврикия, за что Болеслав, со своей стороны, подарил ему руку св. Адальберта

Хроника Галла Анонима.

Во время своего пребывания в Польше, Оттон создал в Гнезно архиепископство, первым архиепископом которого стал брат убиенного Адальберта, Радим Гаудецкий. Вместе с этим в Вроцлаве, Кракове и Колобжеге были созданы епископства. Однако ради всего этого Болеслав вынужден был согласиться на уплату денария Святого Петра. Однако один из иерархов, Унгер — епископ Познани, должен был прямо подчиняться архиепископу Магдебурга. Оттон получил от Болеслава богатые подарки, в том числе и 300 рыцарей. После завершения съезда Болеслав сопроводил Императора вплоть до Магдебурга, где они 24 марта отметили Вербное воскресенье.

#### Экспансия (1002—1019)

Польское княжество при Болеславе Храбром

В конце января 1002 года в замке Патерно (Италия) умер император Оттон III. Император был бездетным, а потому с его смертью остро встал вопрос о преемнике. Один из них, Генрих IV Баварский обещал Болеславу Храброму маркграфство Мейсен в обмен на помощь в борьбе с Экхардом I Мейсенским, который был одним из наиболее серьёзных противников баварского герцога. Однако 30 апреля 1002 года Экхард был убит, вскоре после чего Генрих был выбран королём Германии. В это же время Болеслав решил использовать создавшийся в Мейсене после смерти родственника хаос и уже в апреле вторгся в Лужицу и Мейсен и захватил все эти земли. В конце июля Болеслав присутствовал на встрече саксонских аристократов в Мерзебурге, где новый император Генрих, вопреки желанию Болеслава, отдал Мейсен брату Экхарда, Гунцелину, а Лужицу и земли мильчан Болеслав получал в ленное владение. Пребывание в Мерзебурге было омрачено заговором — часть немецких рыцарей решили напасть на свиту князя Польши и лишь с помощью Бернхарда Саксонского кровопролития удалось избежать. Болеслав обвинил в заговоре Генриха, а по пути на родину приказал сжечь крепость Стрела.
В 1003 году ратаре и лютичи, сильно боявшиеся Болеслава, прислали в Кведлинбург посольство к королю Германии и заключили с немцами союз, направленный против польского князя. В это же время Болеслав смог завладеть богемским престолом. В 1002 году богемский князь Болеслав III был изгнан из страны и к власти пришёл Владивой, происхождение которого не вполне ясно. Предполагается, что он захватил чешский трон при помощи Болеслава Храброго. Впрочем, Владивой вскоре умер и на престоле оказался брат Болеслава III, Яромир. Сам же свергнутый чешский князь нашёл помощь и поддержку у Болеслава Храброго, который в 1003 году вторгся в Богемию и возвратил Болеслава III на престол. Возвращённый на престол князь начал жестоко расправляться со своими противниками. Оставшиеся в живых вельможи отправили к Болеславу Храброму послов с просьбой избавить их от такого правителя. Польский князь охотно согласился и вскоре вторгся в Богемию, а в марте 1003 года вошёл в Прагу и провозгласил себя князем Чехии. Болеслав III по приказу нового князя был ослеплён. Генрих II, король Германии, не имел никакой возможности бороться с Болеславом, ибо в то время он подавлял мятеж, поднятый его братом Бруно и маркграфом Генрихом Швайнфуртским в Баварии, и поэтому он послал к нему посольство с предложением дружбы и утверждения за ним титула князя Чехии. Однако Болеслав решил поддержать противников Генриха и вскоре вторгся в Мейсен, захватил всё маркграфство, кроме столицы, удерживаемой Гунцелином. В это же время, вероятно, к Польше была присоединена Верхняя Венгрия (современная Словакия).
В феврале соединённые силы лютичей и немцев под командованием Генриха II вторглись в Лужицу и захватили её, но сильные снегопады вынудили союзников отступить. Однако после этого Генрих смог обмануть Болеслава, который сосредоточил свои силы в Лужицах, тогда как Генрих в августе 1004 года вторгся в Богемию. Вместе с этим во всей Богемии началось антипольское восстание. Прага была сдана без сопротивления; 8 сентября брат ослеплённого Болеслава III, Яромир, был провозглашён князем Богемии. В ходе этой компании союзник Болеслава, Собеслав из династии Славниковичей, погиб. Таким образом, Болеслав, употребивший на завоевание Богемии огромные средства, смог её удерживать не более года. С этого же времени княжество Богемия стало верным союзником Германии во всех её войнах с Польшей.
В августе следующего года Генрих вновь собрал армию (сбор армии происходил в Леске, близ Магдебурга) и повёл её в Польшу. В Лужице, у Добролуга, к нему присоединилась армия Богемии во главе с Яромиром и баварские войска во главе с Генрихом V Баварским. Польское войско во главе с Болеславом расположилось в Кросно (совр. Кросно-Оджаньске), близ слияния рек Бубр и Одер, войско же противника стало на другом берегу Одера, где к ним присоединились ещё и лютичи. В течение 7 дней пытались немцы перейти реку и лишь на восьмой день нашли они брод и перевели через реку всё войско. Болеслав, узнав об этом, начал быстрое отступление. Генрих повёл армию на Познань, польский князь вынужден был просить мира. Условия мирного договора неизвестны, но, судя по всему, Болеслав терял Лужицу и Мейсен, а также отказывался от прав на трон Богемии, однако Моравия осталась за Польшей.
Впрочем, Болеслав не был намерен прекращать борьбу. Собирая новые силы, он также начал посылать своих людей к лютичам, чехам и лужичанам, пытаясь привлечь их к союзу. Впрочем, все его попытки были тщетны — все оные послали к германскому королю в Регенсбург посольство, которое известило Генриха о происках Болеслава Храброго. Также они сообщили, что не будут ему [Генриху] подчиняться, если тот останется в мире с Болеславом. Посовещавшись с князьями, Генрих отправил к Болеславу Германа, жениха его дочери, Регелинды, дабы сообщить о расторжении мирного договора 1005 года. Заранее узнавший о посольстве Болеслав дурно принял зятя. Согласно сообщению хроники Титмара Мерзебургского, Болеслав:

… получив от него [от Германа] сказ, он довольно многословно попытался оправдаться: «Пусть, — говорит, — Христос, свидетель всего, знает, что всё, что я сделаю, я совершу вопреки своей воле»

Вскоре после этого Болеслав вторгся на территорию между реками Эльба и Одер и разорил земли Магдебургского архиепископства. Жителей города Цербст Болеслав увёл в плен. Командующим армией немцев тут был архиепископ Магдебурга Тагино, по сообщению хроники Титмара Мерзебургского, к походу подготовился плохо, а, достигнув городка Ютербог, и вовсе вернулся, опасаясь преследовать «врагов со столь малым количеством [воинов]». После этого рейда Болеслав вновь занял Лаузиц, Сорау и Сельпули (совр. Нидер-Лаузиц, Ост-Нидер-Лаузиц и Беесков), а затем осадил и Бауцен, принадлежавший его зятю. Болеслав велел сообщить через послов, что не хотел бы кровопролития и готов принять крепость без боя. Таким образом, маркграф Герман Мейсенский выиграл семидневное перемирие. Он сам прорвался из окружения, чтобы попросить о помощи Магдебург и Саксонию. Безуспешно слал он посыльных во все стороны, в то время как положение вокруг крепости, несмотря на перемирие, становилось всё хуже. В конце концов гарнизон крепости попросил у Болеслава дать им возможность спокойно уйти и передал крепость в его руки.
Лишь спустя три года, после Пасхи 1010 Генрих II объявляет о походе на Польшу. Германский король попытался уладить дело миром — к Болеславу были посланы герцог Бернгард и архиепископ Вальтард, однако, ничего не добившись, они вернулись. В походе король заболел, и в результате было принято решение — Генрих вместе с больными вернётся, а епископы Арнульф и Мейнверк, с князем Яромиром, маркграфами Геро и Германом, а также многими другими, опустошат Шлезиергау и Диадези. Сам же польский князь, наблюдая за происходящим со стен замка Глогау, решил не ввязываться в сражение:

Войско, которое вы видите, мало числом, но велико доблестью и является отборнейшим среди прочих соединений. Если я на него нападу, то одержу ли я победу или буду разбит, всё равно стану слабее, чем сейчас. Король же имеет возможность немедленно собрать другое войско. Гораздо лучше будет, если мы пропустим его, а в другой раз, когда будет возможность, нанесём вред этим гордецам без больших для нас потерь
Хроника Титмара Мерзебургского.

Даже несмотря на дожди, немцы и чехи нанесли большой урон противнику, благополучно вернувшись назад. В июле 1012 года Вальтард вновь отправился на переговоры с Болеславом, инициатором которых был сам польский князь. Пробыв у него два дня, Вальтард уехал, пусть и богато одарённый, однако не добившийся никаких результатов. 12 августа 1012 года Вальтард умер, и Болеслав, узнав об этом, а также зная, что из-за разлива Эльбы помочь его врагам никто не сможет, собрал войско, вторгся в Лужицу и осадил крепость Лебуза. 20 августа крепость была взята, почти всё население было истреблено или уведено в плен, сама крепость разграблена и сожжена. После этого Болеслав вернулся.
Находившаяся тогда в Мерзебурге королева Кунигунда незамедлительно отдала приказ подготовить выступление королевской армии к восточным границам. Генрих II вслед за получением тревожных новостей вернулся с западных границ.
В январе 1013 года к Генриху прибыли послы от Болеслава, предложившие заключить мир. Вскоре после этого к королю прибыл сын Болеслава, Мешко, который, по-видимому, вёл предварительные переговоры о мире. В канун Троицы в Магдебург, где находился Генрих, прибыл сам Болеслав. 24 мая 1013 года он принёс германскому королю присягу. По условиями мира, Болеслав получил Лаузиц и область Мильценов в качестве имперского лена, а также обязался сопроводить его в походе на Рим за императорской короной, тогда как Генрих обязался предоставить Болеславу 500 рыцарей для похода на Киев. Гарантировать заключённый мир призваны были новые родственные отношения: дочь пфальцграфа лотарингского Рыкса вступила в брак с сыном Болеслава Мешко. Успеху переговоров в немалой степени способствовал тот факт, что внимание Болеслава привлекали русские дела, а Генрих готовился к походу на Рим.
В этом же году дочь Болеслава Храброго (имя не сохранилось) вышла замуж за туровского князя Святополка Владимировича. Вместе с ней к жениху отправился бывший колобжегский епископ Рейнберн. Однако в том же году Святополк, его жена и Рейнберн, готовившие восстание против князя Владимира Святославича, были арестованы. Также Святополк был отстранён от наследования киевского престола. Совместный поход Болеслава и печенегов был ответом на этот шаг Владимира, впрочем, союзники рассорились и Болеслав приказал перебить печенегов, после чего вернулся в Польшу.
В походе на Русь приняли участие 500 немецких рыцарей, однако, несмотря на это, обещания принять участие в походе на Рим Болеслав не выполнил. В 1014 году Болеслав направил к чешскому князю Ольдржиху своего сына Мешко для ведения переговоров. Болеслав хотел заключить с Ольдржихом союз против Империи, однако Мешко не удалось достичь успеха — часть его свиты была перебита, сам же сын польского князя вместе с другой частью свиты был взят в плен. Впрочем, вскоре Мешко попал в руки германского императора, который освободил того за небольшой выкуп и пригласил Болеслава на встречу князей в Мерзебурге, впрочем, польский князь туда не явился, послав туда в качестве представителей маркграфа Германа Мейсенского и посла Стойнефом. 10 апреля 1015 года в Мерзебурге, император конфисковал принадлежавшие польскому князю Мисьненскую и Лужицкую области и в июле 1015 года снова выступил против него.
В июле Генрих начал вторжение в польские земли. Союзниками императора выступили племена «безбожных» лютичей и Чехия. Предполагалось, что император выступит из Магдебурга чрез Лужицу к Кроссену, где две другие армии, Бернгарда Саксонского и князя Ольдржиха, должны были соединиться. 3 августа 1015 года император перешёл Одер под Кроссеном и разбил польский отряд под предводительством сына Болеслава Мешко: «Шестьсот поляков были убиты, в то время как императорские силы понесли лишь незначительные потери» пишет Титмар Мерзебургский. В это же время войска Бернгарда Саксонского со своими союзниками (в их числе были и лютичи) атаковал армию Болеслава при Кюстрине, а потому польский князь не смог прийти на помощь сыну. Однако ни северная армия вместе с лютичами под командованием герцога, ни южная армия из богемцев и баварцев под командованием князя Ольдржиха, вторгшаяся в Силезию и захватившая королевскую крепость и замок у Гёрлица, не смогли соединиться с императором, так что арьергард армии при её возвращении был наголову разбит. Одна из групп основных сил немецкого войска попала в окружение и потеряла около двухсот человек убитыми. После отступления немецких рыцарей Мешко удалось захватить мейсенский Унтербург, и лишь ценой огромных усилий он удержал крепость Обербург. Преследуя беспорядочно отступавшие войска Генриха II, поляки во главе с Мешко снова форсировали Эльбу и сожгли нижний город Мейсена.

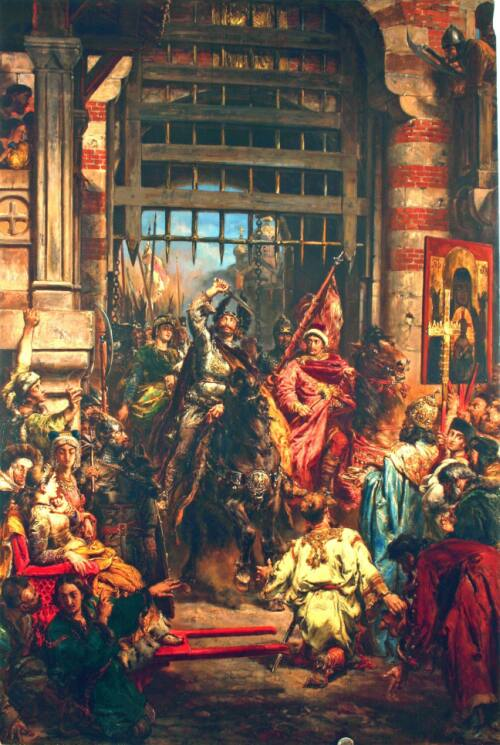
Болеслав Храбрый и Святополк у Золотых ворот Киева (картина Яна Матейко)

Положение Польши осложнилось, когда в 1017 году боевые действия против него начал Ярослав Мудрый, изгнавший из Киева Святополка Владимировича, впрочем, действия Ярослава не были особенно энергичными. Летом 1017 года Генрих принял решение о новом походе на Польшу. После сборов при Лейцкау на Эльбе император Генрих отправил к Болеславу Генриха Баварского с посреднической миссией, однако Болеслав отверг все предложения императора. Генрих II встал с войском перед крепостью Глогау, где закрепился Болеслав Храбрый. Тем временем сын Болеслава, Мешко, совершил набег на Чехию, оставшуюся беззащитной, так как герцог Ольдржих со своим войском находился рядом с императором. От открытого сражения, предложенного Болеславом, император отказался и отвёл свои силы в конце июля к крепости Нимпч, юго-восточнее Цобтена, в Силезии. Но так как осаждавшим не удалось сломить сопротивление поддерживаемых Болеславом защитников крепости, осаду вскоре пришлось снять. В результате император вернулся в Саксонию и вновь поход против Болеслава не удался. При отступлении же немецкое войско понесло ощутимые потери.
Наконец, саксонские князья оказали императору содействие в заключении мира с Болеславом 30 января 1018 года в Баутцене (на территории Польского княжества). Обе стороны были утомлены долгой и безрезультатной борьбой. Представительную делегацию посланную с дипломатической миссией на переговоры с Болеславом возглавлял архиепископ Геро Магдебургский. Партнёры по переговорам согласились с условиями, принятыми ещё на Троицу 1013 года в Мерзебурге. Болеслав сохранил за собой Лужицу и землю мильчан, однако характер владения данными землями (были ли они имперским леном или же прямо включены были в состав Польши) вызывает споры. Судя по тому, что Титмар Мерзебургский писал, что мир заключили «не как следует, но как тогда можно было», для императора это был вынужденный шаг, не отвечавший в полной мере целям его политики. В качестве гарантий условия мира Болеслав взял четвёртой супругой Оду, дочь маркграфа Эккехарда Мейсенского. Также рейх принимал на себя обязательство поддержать военными силами поход против Руси. Примерно в это же время был заключён мир с союзницей Германии, Венгрией. Условия мира вызывают споры — одни авторы утверждают, что по условиям мира Болеслав лишился Верхней Венгрии (совр. Словакии), другие же утверждают, что случилось это гораздо позже — при Мешко II.
После этого Болеслав вновь обратил свои взоры на восток — на Киевскую Русь. В его планы входило восстановление на Киевском престоле Святополка Владимировича, потерпевшего поражение в борьбе за власть со своим братом — Ярославом, а также захват Червенских городов, чрез который проходил важнейший торговый путь восточной Европы, связывавший Киев с Краковом и Прагой. Также в походе участвовали 300 немецких рыцарей, 500 венгерских воинов и 1000 печенегов. Ярослав же, собрав свой войско, двинулся навстречу Болеславу. Два войска встретились на Западном Буге и в результате сражения войско киевского князя было разбито. Ярослав бежал, а дорога на Киев была открыта. 14 августа 1018 года Болеслав и Святополк вступили в столицу Киевской Руси, поразившую поляков и немцев. Взятию Киева предшествовали набеги на город печенегов. Во время своего пребывания в Киеве Болеслав отправил Генриху II посольство с сообщением о благополучном завершении войны и желании и впредь сотрудничать. Также посольство было отправлено и византийскому императору Василию II.
Обстоятельства возвращения Болеслава из похода туманны. В Повести временных лет говорится об изгнании поляков в результате восстания киевлян, однако в Хронике Титмара Мерзебургского, напротив, говорится об успешном возвращении Болеслава из похода. Титмару Мерзебургскому вторит Галл Аноним, который пишет, что «[Болеслав] поставил там в Киеве на своё место одного русского, породнившегося с ним, а сам с оставшимися сокровищами стал собираться в Польшу.» С собой Болеслав увёз богатую добычу и множество пленных, а также, согласно Хронике Титмара Мерзебургского, Предславу Владимировну, любимую сестру Ярослава, которую он взял в наложницы. Также по пути в Польшу Болеслав захватил Червенские города. Захват этих городов стал последним крупным военным успехом Болеслава.

#### Последние годы (1019—1025)

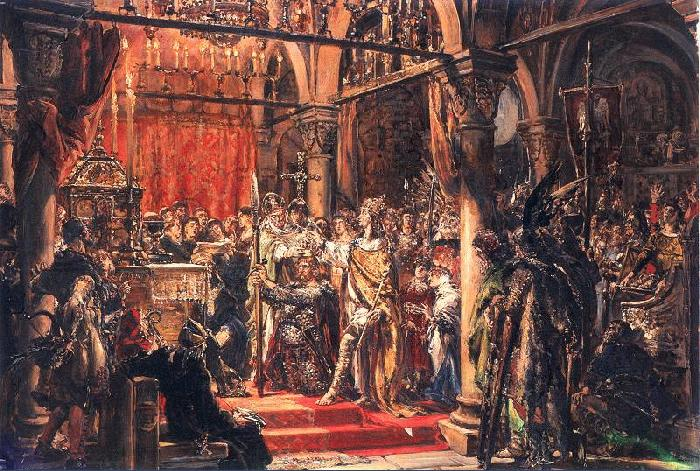
Коронация Болеслава I в Гнезно. Картина Яна Матейко из цикла «История цивилизации в Польше»

Последние 6 лет правления Болеслава Храброго описаны в источниках крайне скудно, что резко контрастирует с предыдущими периодами правления этого князя. Эти годы отмечены рядом внутри политических и внешнеполитических неудач, которые при Мешко II, Безприме и Болеславе Забытом обратятся в мощный кризис, едва не приведший к падению польского государства.
В 1025 году состоялась коронация Болеслава — он стал первым польским королём. Однако дата коронации до сих пор вызывает споры.

### Семья

#### Брак и дети

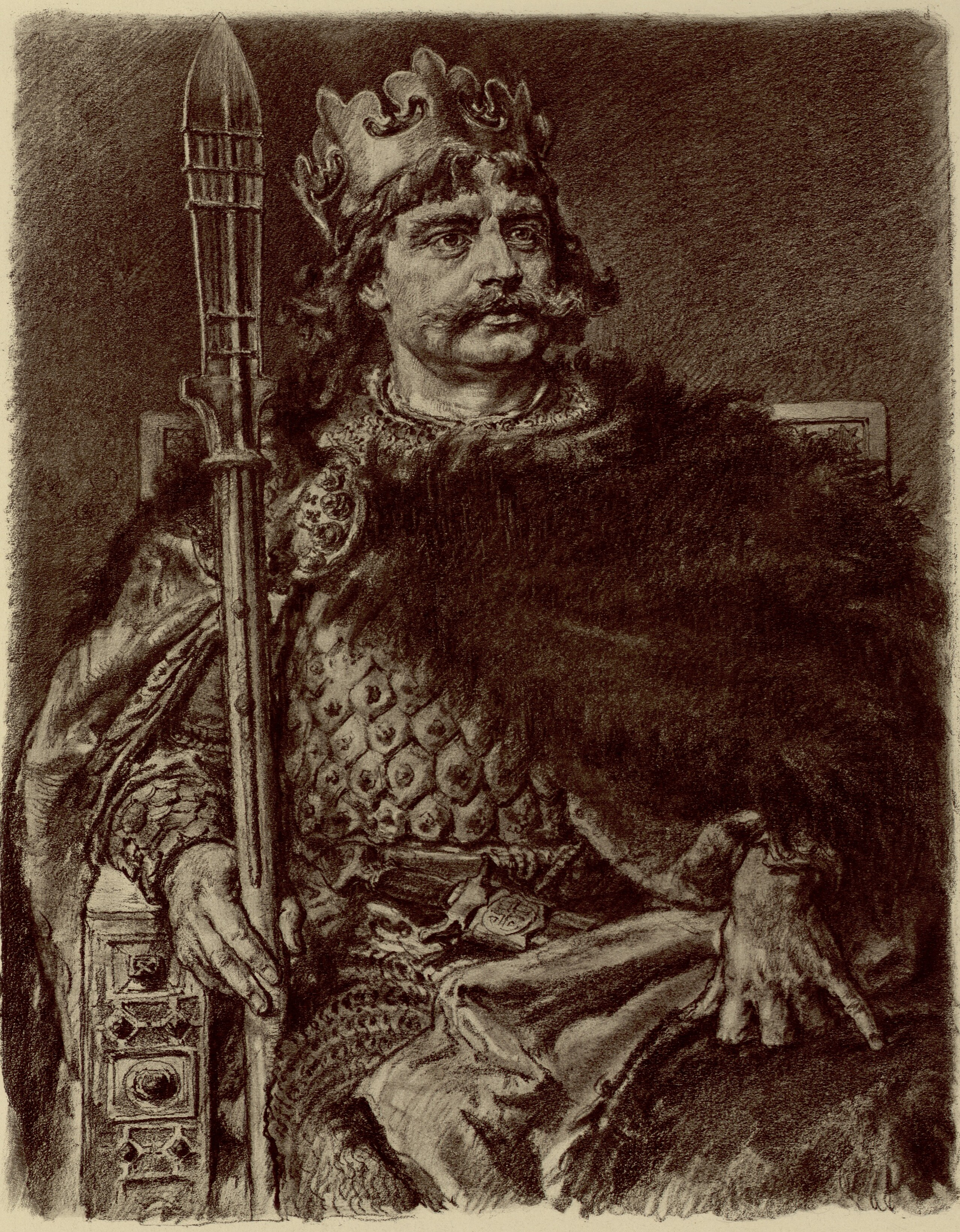
Болеслав I Храбрый. Рисунок Яна Матейко из цикла «Портреты королей и князей Польши», 1890/1892)

Первой женой Болеслава была дочь маркграфа Мейсена Рикдага. Историк Тадеуш Мантейфель писал, что свадьба была инициирована отцом Болеслава и произошла в первой половине 980-х годов. Впрочем, вскоре Болеслав отослал её назад, согласно хронике Титмара Мерзебургского. Историк Марек Казимеж связывал это со смертью её отца в 985 году.
Затем он женился на «венгерке» по выражению Титмара Мерзебургского, которую большинство историков отождествляют с Юдитой Венгерской, дочерью великого князя мадьяр. Она родила Болеславу сына, наречённого Безпримом, впрочем, брак также был расторгнут.
Третьей женой Болеслава стала Эмнильда, дочь лужицкого князя Добромира. Свадьба произошла приблизительно в 988 году. Эмнильда оказала на мужа благотворное влияние, как свидетельствует Титмар Мерзебургский. Старшая дочь Болеслава стала аббатисой, вторая дочь — Регелинда, вышла замуж за графа Германа Мейсенского, а третья дочь, имя которой неизвестно, стала женой Святополка Окаянного. В 990 году Эмнильда родила сына, которого назвали Мешко. Спустя 10 лет Эмнильда родила ещё одного сына, которого назвали Отто.
В качестве гарантий условий Будишинского мира, заключённого 30 января 1018 года, Болеслав взял в жёны Оду, дочку маркграфа Мейсенского. К этому времени третья жена Болеслава, Эмнильда, по всей видимости уже умерла. От этого брака была рождена Матильда Болеславовна. Кроме того, захватив Киев 14 августа 1018 года, Болеслав насильно взял в наложницы Предславу Владимировну, любимую сестру Ярослава Мудрого, к которой ранее сватался и получил отказ, а затем, покидая Киев, увёз её в Польшу. Согласно Титмару Мерзебургскому, Болеслав придал этому союзу видимость очередного брака (хотя уже был женат).

### Характеристика

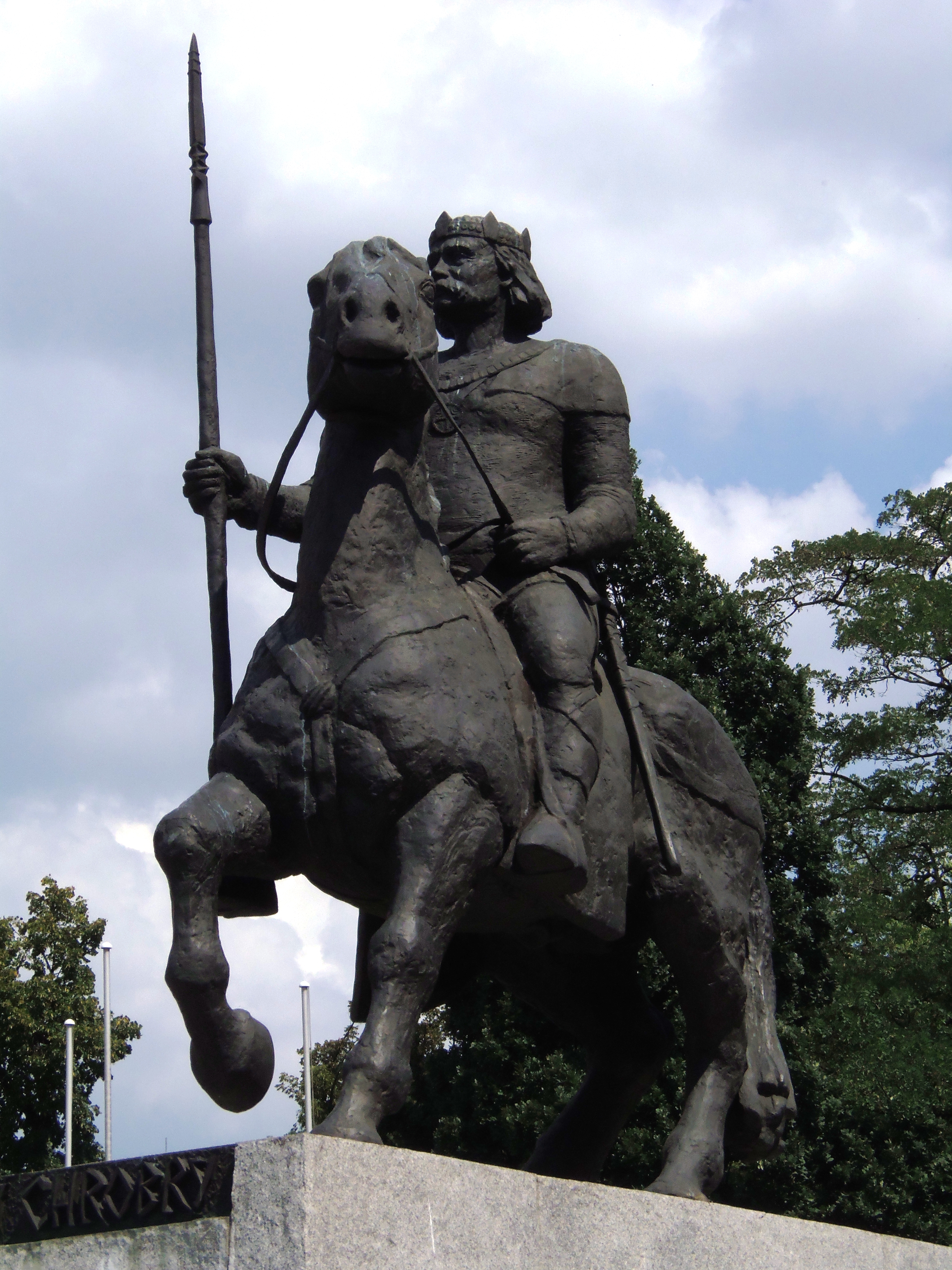
Памятник Болеславу Храброму во Вроцлаве

Современники, даже противники, единогласно характеризуют Болеслава как умного, хитрого и искушённого политика. Русский летописец говорит, что Болеслав «бяше смысленъ», очень не любивший его Титмар Мерзебургский подчёркивает «лисью изворотливость» польского князя. В молодости Болеслав прославился доблестью в сражениях и получил прозвище Храброго; смелость и выдержка не изменила ему и в поздние годы, когда он, будучи очень тучен, уже не мог седлать коня и лично вести войска в бой. Начала польской государственности, заложенные при Болеславе, пережили временную анархию после его смерти и оказались долговечными.

## Болеслав I Храбрый в искусстве

### В литературе
Молодой князь Болеслав является одним из героев романа Александра Мазина «Золото старых богов» (2017).
В книге «Ни дня без строчки» Юрий Олеша пишет о своей первой самостоятельно прочитанной книге «Басне людове» («Народные сказания»). Это рассказы о Пясте, о Локетке, о Болеславе Храбром, о Казимире Кривогубом и других героях Польши.

### В биологии
Морозоустойчивый фиолетовый рододендрон назван в честь Болеслава — «Bolesław Chrobry».

### В видеоиграх
Имя Болеслава I Храброго встречается в игре «Age of Empires II: The Age of Kings» (в дополнении «Age of Empires II HD: The Forgotten»).

### Исследования
На русском языке:
- История Польши. Т. I / Под ред. В. Д. Королюка, И. С. Миллера и П. Н. Третьякова. — М.: Изд-во АН СССР, 1954.
- Назаренко А. В. Древняя Русь на международных путях: Междисциплинарные очерки, культурных, торговых, политических отношений IX—XII веков. — М.: Языки Русской Культуры, 2001. — 784 с. — (Studia Historica). — 1000 экз. — ISBN 5-7859-0085-8.
- Королюк В. Д. . Древнепольское государство. — М.: Изд-во АН СССР, 1957. — 211 с.
- Королюк В. Д. . О последнем периоде правления Болеслава Храброго // Славяне и восточные романцы в эпоху раннего средневековья. — М.: Наука, 1985. — 240 с.
- Гильфердинг А. Ф. История балтийских славян. Борьба славян с немцами на балтийском Поморье в средние века. — М.: Русская панорама, 2013. — 704 с. — (Возвращенное наследие). — ISBN 978-5-9316-5227-6.

На иностранных языках:
- Barański, Marek Kazimierz. . Dynastia Piastów w Polsce. — Wydawnictwo Naukowe PWN, 2008. — ISBN 978-83-01-14816-4.
- Barford P. M. . The Early Slavs: Culture and Society in Early Medieval Eastern Europe. — Cornell University Press, 2001. — ISBN 0-8014-3977-9.
- Berend, Nora; Urbańczyk, Przemysław; Wiszewski, Przemysław. . Central Europe in the High Middle Ages: Bohemia, Hungary and Poland, c. 900 — c. 1300. — Cambridge University Press, 2013. — ISBN 978-0-521-78156-5.
- Davies, Norman. . God's Playground: A History of Poland. Vol. I: The Origins to 1795 (Revised Edition). — Columbia University Press, 2005. — ISBN 978-0-231-12817-9.
- Jakimowicz R. Szlak wyprawy kijowskiej Bolesława Chrobrego w świetle archeologji (próba ujęcia zagadnień wczesnohistorycznych Wołynia) (пол.) // Rocznik Wołyński. — Równe, 1934. — T. III. — S. 10—104.
- Manteuffel, Tadeusz. . The Formation of the Polish State: The Period of Ducal Rule, 963–1194 (Translated and with an Introduction by Andrew Gorski). — Wayne State University Press, 1982. — ISBN 0-8143-1682-4.
- Pleszczyński, Andrzej. . Poland as an Ally of the Holy Ottonian Empire // Europe around the Year 1000 / Ed. by P. Urbańczyk. — Wydawnictwo DIG, 2001. — ISBN 83-7181-211-6. — P. 409—425.
- Reuter, Timothy. . Germany in the Early Middle Ages, c. 800—1056. — Routledge, 2013. — ISBN 978-0-582-49034-5.
- Rosik, Stanisław. . Bolesław Chrobry i jego czasy [Bolesław the Brave and his Times]. — Wydawnictwo Dolnośląskie, 2001. — ISBN 978-83-70-23888-9.
- Strzelczyk, Jerzy. . Die Anfänge Polens und Deutschlands // Deutsche und Polen: Geschichte-Kultur-Politik / Ed. by A. Lawaty, H. Orłowski. — Verlag C. H. Beck, 2003. — ISBN 978-3-406-49436-9. — P. 16—25.
- Tymieniecki, Kazimierz. . Bolesław Chrobry // Konopczyński, Władysław.  Polski słownik biograficzny. II: Beyzym Jan. — Kraków: Nakładem Polskiej Akademii Umiejętności, 1936. — ISBN 83-04-00148-9.
- Thompson, James Westfall. . Medieval German expansion in Bohemia and Poland // The Expansion of Central Europe in the Middle Ages / Ed. by N. Berend. — Ashgate Variorum, 2012. — ISBN 978-1-4094-2245-7. — P. 1—38.
- Třeštík, Dušan. . Great Moravia and the beginnings of the state (9th and 10th centuries) // A History of the Czech Lands / Ed. by J. Pánek, O. Tůma. — Charles University in Prague, 2011. — ISBN 978-80-246-1645-2. — P. 65—79.
- Urbańczyk P. Bolesław Chrobry — lew ryczący (пол.). — Toruń: Wydawnictwo Naukowe Uniwersytetu Mikołaja Kopernika, 2018. — 402 S.
- Vlasto A. P. The Entry of the Slavs into Christendom: An Introduction to the Medieval History of the Slavs (англ.). — Cambridge University Press, 1970. — 435 p. — ISBN 978-0-521-07459-9.
- Wiszewski, Przemysław. . Domus Bolezlai: Values and Social Identity in Dynastic Traditions of Medieval Poland (c. 966—1138). — Brill, 2010. — ISBN 978-90-04-18142-7.
- Zamoyski, Adam. . The Polish Way: A Thousand-year History of the Poles and their Culture. — Hippocrene Book, 1987. — ISBN 0-7818-0200-8.